# Marcel Simon (actor)
Marcel Simon (30 de agosto de 1872 – 16 de octubre de 1958) fue un actor y director teatral y cinematográfico de origen belga.

## Biografía
Nacido en Saint-Josse-ten-Noode (Bruselas), Bélgica, su verdadero nombre era Jules Adolphe Simon. Amigo de Georges Feydeau, Marcel Simon llevó a escena muchas de las piezas teatrales del escritor, entre ellas Monsieur chasse ! (1892), La Dame de chez Maxim (1899), La Puce à l'oreille (1907) o Occupe-toi d'Amélie (1908). A lo largo de su prolongada carrera teatral, fue a menudo intérprete de piezas del género del teatro de bulevar.
Para la pantalla, rodó varias películas mudas, algunas de ellas adaptaciones de obras de Feydeau. Fue actor de reparto en algo más de una cuarentena de filmes rodados entre 1908 y 1949, destacando Boule de suif (1945, de Christian-Jaque) y Le Trésor de Cantenac (1949, de Sacha Guitry).
Marcel Simon falleció en París, Francia, en 1958. Había estado casado con la actriz Marguerite Pierry.

## Filmografía
- 1908 : L'Armoire normande, de Georges Monca
- 1908 : Le Roman d'un gueux, de Georges Monca
- 1909 : Les Deux Cambrioleurs, de Georges Monca
- 1909 : Rigadin et la jolie manucure, de Georges Monca
- 1910 : Rigadin et Miss Marguett, de Georges Monca
- 1912 : Occupe-toi d'Amélie, de Émile Chautard
- 1912 : Tire au flanc, anónima
- 1913 : Le Mystère de la chambre jaune, de Maurice Tourneur
- 1913 : Autour d'un testament, de Émile Chautard
- 1913 : La Duchesse des Folies-Bergères, de Émile Chautard
- 1913 : Le Dindon (solo dirección)
- 1913 : Un fil à la patte (solo dirección)
- 1914 : Miquette et sa mère (solo dirección)
- 1914 : Monsieur chasse (solo dirección)
- 1914 : La Puce à l'oreille (solo dirección)
- 1914 : Le Parfum de la dame en noir / La dernière incarnation de Larsan, de Maurice Tourneur
- 1916 : Dormez je le veux (solo dirección)
- 1916 : La Petite Amie (solo dirección)
- 1916 : Paris pendant la guerre, de Henri Diamant-Berger
- 1916 : Les Vainqueurs de la Marne, de Gaston Leprieur
- 1916 : Vous n'avez rien à déclarer ?
- 1917 : L'Hôtel du libre échange
- 1917 : Le Calvaire de Mignon (solo dirección)
- 1917 : La Marmotte (solo dirección)
- 1917 : Germain au paradis (solo dirección)
- 1917 : Germain hérite d'une huître (solo dirección)
- 1917 : Germain chez les brigands (solo dirección)
- 1919 : En quatrième vitesse (solo dirección)
- 1920 : Une nuit de noces (solo dirección)
- 1921 : Quand les feuilles tomberont (solo dirección)
- 1931 : Le Monsieur de minuit, de Harry Lachman
- 1932 : Il a été perdu une femme mariée, de Léo Joannon
- 1932 : Le Rosier de Madame Husson, de Dominique Bernard-Deschamps
- 1932 : Paris-Soleil, de Jean Hémard
- 1933 : La Femme invisible, de Georges Lacombe
- 1934 : Une femme chipée, de Pierre Colombier
- 1935 : Sacré Léonce, de Christian-Jaque
- 1936 : Prends la route, de Jean Boyer y Louis Chavance
- 1936 : La Chanson du souvenir, de Douglas Sirk y Serge de Poligny
- 1936 : Avec le sourire, de Maurice Tourneur
- 1937 : Le Club des aristocrates, de Pierre Colombier
- 1937 : Alexis, gentleman-chauffeur, de Max de Vaucorbeil
- 1937 : Mon député et sa femme, de Maurice Cammage
- 1937 : Trois artilleurs au pensionnat, de René Pujol
- 1937 : La Griffe du hasard, de René Pujol
- 1937 : Mademoiselle ma mère, de Henri Decoin
- 1937 : Monsieur Breloque a disparu, de Robert Péguy
- 1937 : Le Plus Beau Gosse de France, de Robert Péguy
- 1938 : La Marraine du régiment, de Gabriel Rosca
- 1938 : Trois artilleurs en vadrouille, de René Pujol
- 1938 : Katia, de Maurice Tourneur
- 1938 : Donogoo Tonka, de Reinhold Schünzel y Henri Chomette
- 1938 : Café de Paris, de Georges Lacombe y Yves Mirande
- 1938 : Deux de la réserve, de René Pujol
- 1938 : Derrière la façade, de Georges Lacombe y Yves Mirande
- 1939 : Moulin rouge, de André Hugon
- 1939 : Paris-New York, de Yves Mirande
- 1945 : Boule de suif, de Christian-Jaque
- 1949 : Le Trésor de Cantenac, de Sacha Guitry

## Teatro
- 1892 : Monsieur chasse !, de Georges Feydeau, Théâtre du Palais-Royal
- 1899 : La Dame de chez Maxim, de Georges Feydeau, Théâtre des Nouveautés
- 1907 : La Puce à l'oreille, de Georges Feydeau, Théâtre des Nouveautés
- 1907 : Vingt jours à l’ombre, de Maurice Hennequin y Pierre Veber, Théâtre des Nouveautés
- 1908 : Occupe-toi d'Amélie, de Georges Feydeau, Théâtre des Nouveautés
- 1908 : Feu la mère de madame, de Georges Feydeau, Comédie-royale
- 1910 : On purge bébé, de Georges Feydeau, Théâtre des Nouveautés
- 1911 : Un fil à la patte, de Georges Feydeau, Théâtre Antoine
- 1911 : Léonie est en avance ou le Mal joli, de Georges Feydeau, Comédie-royale
- 1912 : Le Dindon, de Georges Feydeau, Théâtre du Vaudeville
- 1913 : Alsace, de Gaston Leroux y Lucien Camille, Théâtre Femina
- 1914 : Les Cinq Messieurs de Francfort, de Charles Roeszler, escenografía de  Lugné-Poe, Théâtre du Gymnase Marie-Bell
- 1929 : Feu la mère de madame, de Georges Feydeau, escenografía de Marcel Simon, Théâtre Antoine
- 1930 : Le Rendez-vous, de Marcel Achard, escenografía de Lugné-Poe, Théâtre Édouard VII
- 1931 : Faisons un rêve, de Sacha Guitry, Théâtre de la Madeleine
- 1931 : Monsieur de Saint-Obin, de André Picard y H. M. Harwood, Théâtre Édouard VII
- 1931 : Déodat, de Henry Kistemaeckers, Théâtre Édouard VII
- 1933 : L'Affaire de la rue Royale, de Max Maurey y Jean Guitton, Théâtre de l'Athénée
- 1933 : Tovaritch, de Jacques Deval, escenografía de l'auteur, Théâtre de Paris
- 1935 : Les Fontaines lumineuses, de Georges Berr y Louis Verneuil, Théâtre des Variétés
- 1936 : Fiston, de André Birabeau, Théâtre des Variétés
- 1938 : Marol, de Jacques Le Bourgeois, Théâtre de Paris
- 1948 : Tovaritch, escrita y escenografiada por Jacques Deval, Théâtre de la Madeleine